# Никифоровка (Оренбургская область)
Никифоровка — село в Бузулукском районе Оренбургской области России. Входит в состав Каменносарминского сельсовета.

## География
Село находится в западной части Оренбургской области, в пределах возвышенности Общий Сырт, в степной зоне, на правом берегу реки Грязнушки, на расстоянии примерно 10 километров (по прямой) к востоку-юго-востоку (ESE) от города Бузулука. Абсолютная высота — 103 метра над уровнем моря. В 4 км к западу от села находится ценный сосновый бор, посаженный лесником М. Г. Цапкиным.
Климат
Климат характеризуется как резко континентальный с морозной суровой зимой и жарким сухим летом. Среднегодовая температура составляет 4 °C. Средняя температура воздуха самого тёплого месяца (июля) — 21,9 °C; самого холодного (января) — −14,8 °C (абсолютный минимум — −43 °C). Безморозный период длится в течение 142 дней в году. Среднегодовое количество атмосферных осадков составляет 393 мм.
Часовой пояс
Село Никифоровка, как и вся Оренбургская область, находится в часовой зоне МСК+2. Смещение применяемого времени относительно UTC составляет +5:00.

## История
Основано во второй половине XVIII века русскими переселенцами. Название связано с фамилией первопоселенцев.

## Население
| 2003 | 2010 |
| ---- | ---- |
| 181  | ↘135 |

Гендерный состав
По данным Всероссийской переписи населения 2010 года в гендерной структуре населения мужчины составляли 40,1 %, женщины — соответственно 59,9 %.
Национальный состав
Согласно результатам переписи 2002 года, в национальной структуре населения русские составляли 87 % из 176 чел.